# NGC 4966
NGC 4966 is een balkspiraalstelsel in het sterrenbeeld Hoofdhaar. Het hemelobject werd op 13 maart 1785 ontdekt door de Duits-Britse astronoom William Herschel.

## John Herschel's h.2638
Net ten zuidwesten van NGC 4966 is de dubbelster h.2638 (John Herschel 2638) te vinden. Het schijnsel van deze dubbelster (ook gecatalogiseerd als HD 113865 door Henry Draper) is veelvuldig te zien op telescopisch verkregen foto's van dit balkspiraalstelsel. Amateurastronomen kunnen h.2638 aanwenden als gidsobject om het stelsel NGC 4966 op te sporen.

## Synoniemen
- UGC 8194
- MCG 5-31-131
- ZWG 160.137
- IRAS13039+2919
- PGC 45358